# Post tenebras lux

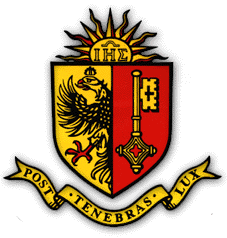
Post Tenebras Lux im Siegel der Republik und des Kantons Genf (Schweiz)

Post Tenebras Lux im offiziellen Logo der Republik und des Kantons Genf

Wappen von Chile 1812–1814

Post tenebras lux ist eine lateinische Redewendung und wird übersetzt als Licht nach der Dunkelheit. In der Vulgata-Version des Buches Hiob 17,12  steht Post tenebras spero lucem („Nach der Dunkelheit hoffe ich auf das Licht“).
Die Redewendung wurde als Leitspruch der Calvinisten und später als Motto der ganzen Reformation verwendet, dann auch für die Wahlheimat Johannes Calvins, die schweizerische Stadt Genf, und ist heute auch der Wahlspruch des aus dem Stadtstaat Genf entstandenen Kantons Genf (siehe Fahne und Wappen des Kantons und der Stadt Genf). Die Bedeutung des Spruches für die calvinistische Bewegung wird dadurch unterstrichen, dass er in die Reformationsmauer in Genf eingraviert ist sowie in das Hugenotten-Denkmal in Franschhoek, Südafrika. Er findet sich auch als Überrest einer Kirche im Fenster „Post Tenebras Lux“ in Les Baux-de-Provence in Frankreich.
Post tenebras lux war von 1812 bis 1814 der Wahlspruch von Chile.
Der Spruch war bzw. ist das Motto folgender Einrichtungen:
- American International College (Springfield, Massachusetts)[1]
- Beyoglu Anadolu Lisesi (eine englische High School für Mädchen in Istanbul)
- Externado de Colombia-Universität (eine private Universität in Bogotá, Kolumbien)
- Robert College (eine US-amerikanische Schule in Istanbul)
- Genfer Bibelgesellschaft
- Universität Genf
- Bauinschrift im von Heeremann’schen Hof, Königstraße 47 in Münster (1564)